# The Man from the West (film 1913)
The Man from the West è un cortometraggio muto del 1913. Non si conosce il nome del regista del film prodotto dalla Edison.

## Trama
Il giovane Brandon mette con le spalle al muro il rivale di suo padre, un banchiere che aveva rovinato finanziariamente il suo vecchio. Brandon, però, promette di salvarlo se lui gli darà in moglie la figlia. Il suo fine è quello di vendicarsi, ma, alla fine, i due sposi finiranno per sentirsi attratti l'uno dall'altra.

## Produzione
Il film fu prodotto dalla Edison Company.

## Distribuzione
Distribuito dalla General Film Company, il film - un cortometraggio in una bobina - uscì nelle sale cinematografiche statunitensi il 18 aprile 1913.